# رابط بی‌ان‌سی

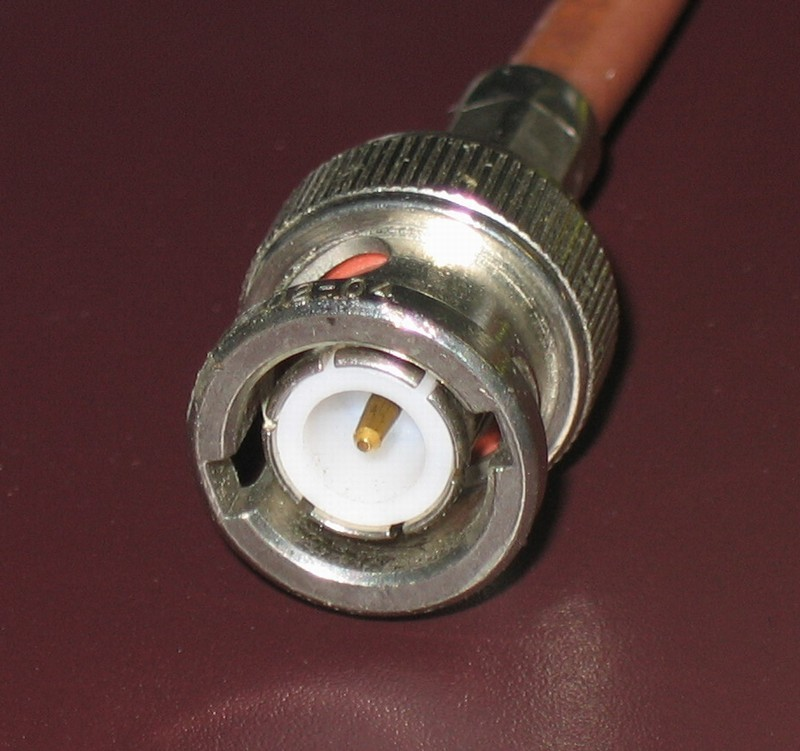
رابط ۵۰ اهمی بی‌ان‌سی

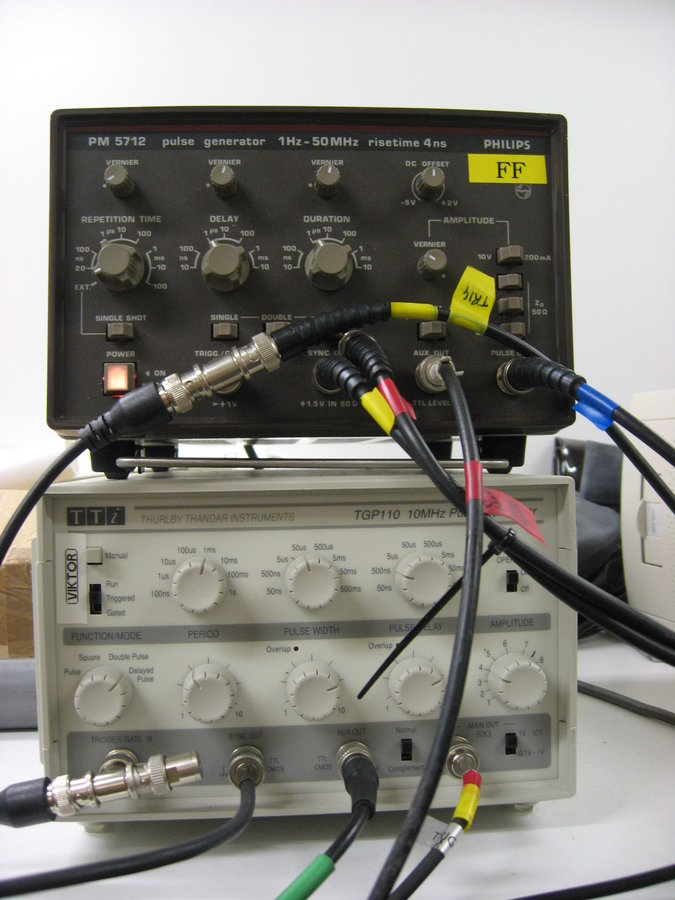
مولد پالس با کابل‌ها و رابط بی‌ان‌سی

رابط بی اِن سی نوع رایجی از رابط آر اف است که به سر کابل کواکسیال بسته می‌شود. از رابط بی‌ان‌سی برای ارتباطات سیگنال‌های آر اف، سیگنال‌های ویدئویی، رادیو آماتور، سیستم‌های رادیویی هواپیمایی، و انواع زیادی از دستگاه تست الکترونیکی استفاده می‌شود.